# Tlmače
Tlmače è una città della Slovacchia facente parte del distretto di Levice, nella regione di Nitra.